# Novitas BKK

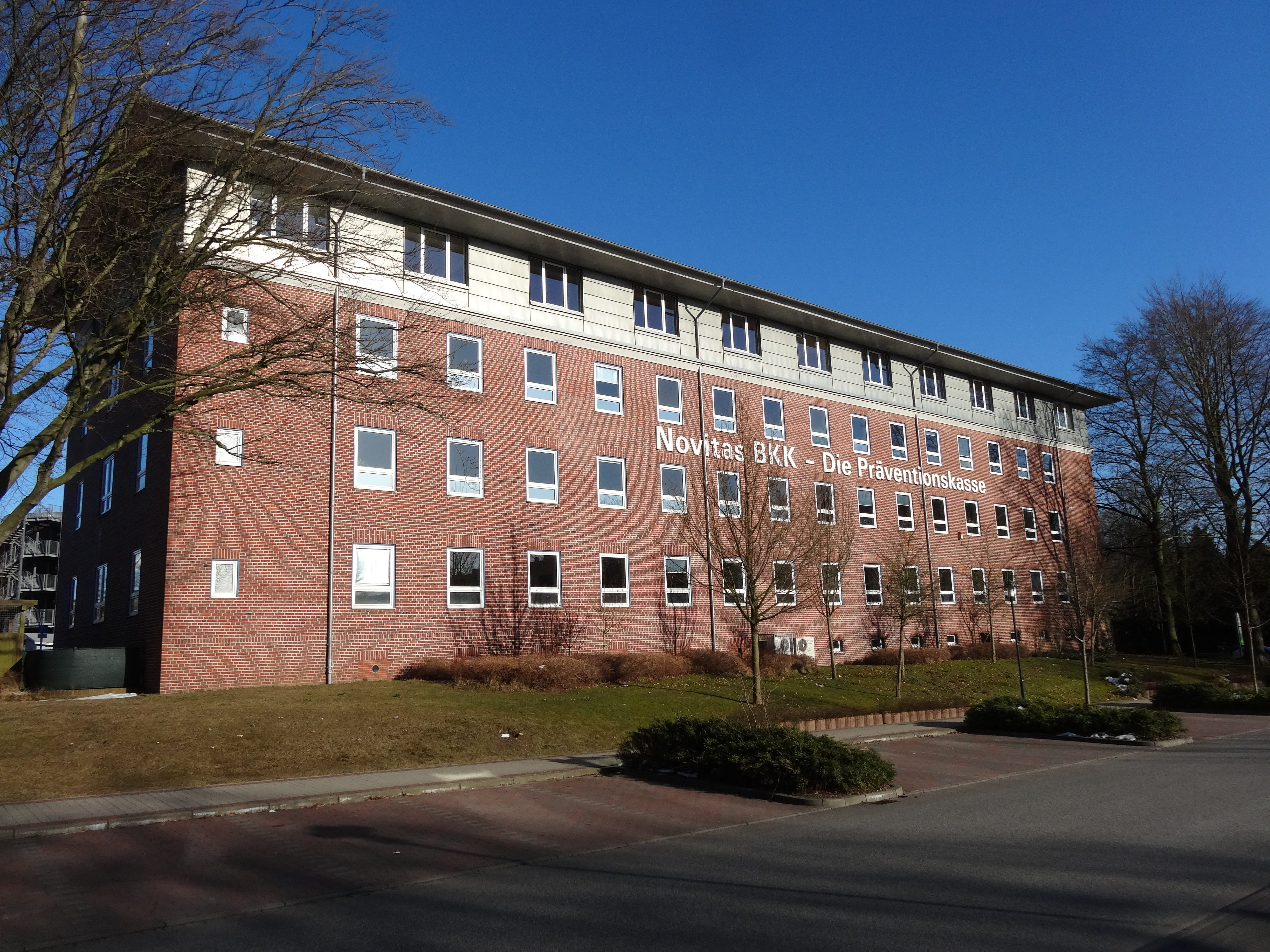
Novitas BKK in Itzehoe im April 2013

Die Novitas BKK ist eine Betriebskrankenkasse der deutschen Gesetzlichen Krankenversicherung mit Sitz in Duisburg.

## Geschichte
Die Wurzeln der heutigen Novitas BKK reichen weit in das 19. Jahrhundert zurück: Unter anderem geht die Novitas BKK aus der vermutlich 1828 gegründeten Betriebskrankenkasse Rasselstein und der erstmals am 26. November 1836 nachgewiesenen „Hülfs-Krankenkasse in Fällen von Krankheit und Tod der Kruppschen Gußstahlfabrik“ hervor.
Ihre heutige Form erhielt die Novitas BKK durch zahlreiche Fusionen, vor allem durch die 1997 erfolgte Fusion der BKK Thyssen Stahl, BKK  STEAG AG, BKK Th. Goldschmidt AG mit der BKK Albert-Ludwigs-Universität Freiburg zur Novitas Vereinigte BKK.
Diese wuchs in den Folgejahren durch weitere Fusionen, unter anderem mit der BKK KM direkt zum 1. Oktober 2003, 2007 die BKK Blohm + Voss. In dieser gingen die Betriebskrankenkassen von Klöckner-Moeller in Bonn, Kissing in Sankt Augustin-Menden und Axa in Köln auf. Seit 2009 gab es folgende Fusionen:
- Zum 1. Januar 2009 schlossen sich die NOVITAS Vereinigte BKK, Duisburg, mit der BKK Gruner + Jahr, Itzehoe, zusammen; der Sitz wurde von Duisburg nach Itzehoe verlegt, der Name beibehalten.
- Am 1. April 2009 erfolgte ein Zusammenschluss mit der BKK der Norddeutschen Affinerie, Hamburg, und eine Namensänderung in Novitas BKK – Die Präventionskasse.
- Zum  1. August 2009 wurde die BKK Altenloh, Brinck & Co aufgenommen.
- Am 1. Oktober 2009 wurde die BKK Dematic, Wetter, mit der Novitas BKK vereinigt.
- Am 1. April 2010 wurde die ktpBKK in das Unternehmen eingegliedert; sie geht unter anderen auf die BKK Krupp/EVAG, die BKK Thyssen Industrie und die KarstadtQuelle BKK zurück. Der Sitz der Krankenkasse ist nun in Duisburg.
- Am 1. Juli 2014 wurde die Betriebskrankenkasse Phoenix aufgenommen.[4]
- Am 1. Januar 2015 wurde die ESSO Betriebskrankenkasse in das Unternehmen eingegliedert.
- Am 1. Januar 2022 erfolgte die Vereinigung mit der Siemag BKK.

Seit dem 1. April 2016 wird die Novitas BKK von Frank Brüggemann (Vorstandsvorsitzender) und Kirsten Budde (Vorständin seit 1. Juli 2016) geleitet.
Die Novitas BKK ist mit 400.000 Versicherten (2016) eine der zehn größten deutschen Betriebskrankenkassen.

## Beitragssätze
Ab dem 1. Januar 2009 werden die Beitragssätze vom Gesetzgeber einheitlich vorgegeben. Der Verwaltungsrat schloss die Erhebung eines Kassenindividueller Zusatzbeitrag bis 2013 aus. Von 2016 bis 2018 erhob sie einen einkommensabhängigen Zusatzbeitrag in Höhe von 1,35 Prozent des beitragspflichtigen Einkommens, 2019 gesenkt auf 1,34 Prozent. Seit 2020 beträgt der Zusatzbeitrag 1,54 Prozent.

## Öffentliches Engagement
In drei Städten hat die Novitas BKK zur Förderung des Gemeinwohls jährliche Preise ins Leben gerufen und ist festes Jury-Mitglied:
- in Duisburg von 2010 bis 2016 den Duisburger Integrationspreis unter der Schirmherrschaft des Oberbürgermeisters von Duisburg. Seit 2017 stellt die Novitas BKK einmal jährlich das „Duisburger Beispiel“ vor. Damit lenkt sie den Blick auf Initiativen aus Duisburg und Umgebung, die Menschen mit einer Erkrankung mehr Lebensqualität bringen.[9]
- in Essen seit 2006 den mit 2.500 Euro dotierten Essener Solidaritätspreis unter der Schirmherrschaft des Oberbürgermeisters von Essen. Seit 2014 ist thyssenkrupp Stifter des Preises.[10]
- in Itzehoe seit 2010 den mit 2.500 Euro dotierten Itzehoer Bürgerpreis in enger Zusammenarbeit mit der Stadt Itzehoe und dem Verein Neues Ehrenamt als Stifter.[11]

## Kritik
Ab Herbst 2011 wurde der Novitas BKK wiederholt von Apothekern vorgeworfen, durch übertriebenes bürokratisches Verhalten die Versorgung ihrer Versicherten zu gefährden. So bekamen etliche Apotheken ihre Kosten für ausgelieferte Betäubungsmittel nicht erstattet, weil nach Ansicht der Krankenkasse der Apotheker das Rezept handschriftlich geändert, aber nicht nochmals unterschrieben, oder den Zusatz „schriftlich“ bei „laut ärztlicher Anweisung“ vergessen hatte. Bei einer Umfrage der Zeitschrift Apotheke Adhoc gaben 91 Prozent der befragten Apotheker an, mit dem Vorgehen der Kasse nicht einverstanden zu sein: 68 Prozent warfen der Novitas BKK „reine Abzocke“ vor; nach Ansicht von 23 Prozent gehen die formalen Anforderungen der Kasse an der Realität vorbei. Nach monatelangen Auseinandersetzungen einigten sich die Apothekerverbände Nordrhein und Westfalen-Lippe mit den beteiligten Krankenkassen und dem BKK Landesverband auf die Rückzahlung eines großen Teils der retaxierten Beträge. Zugleich betonten beide Seiten einvernehmlich, dass Betäubungsmittelrezepte mit besonderer Sorgfalt behandelt werden müssten.
Unabhängig davon sind auch Zahlungsverweigerungen gegenüber Optikern, Physiotherapeuten und anderen Leistungserbringern bekannt. In mehreren Fällen lehnte die Novitas BKK Vergütungen verordneter Heilmittel für Patienten mit schweren dauerhaften funktionellen/strukturellen Schädigungen mit dem Hinweis ab, dass diese von ihr genehmigungspflichtig gewesen wären. Erst nach anhaltenden Protesten von Versicherten, Heilmittelerbringern und Kassenärztlicher Vereinigungen verzichtete die Novitas BKK auf ein Genehmigungsverfahren für langfristige Heilmittelbehandlungen. Seit 2015 sind Verordnungen außerhalb des Regelfalls jedoch wieder genehmigungspflichtig.
Die Novitas BKK gehörte zu den wenigen Krankenkassen, die im Jahre 2010 erstmals einen Zusatzbeitrag erhoben. Vom Bundeskartellamt wurde ein Verfahren wegen des Verdachts auf unzulässige Preisabsprachen eingeleitet. Am 15. September 2011 stellte das hessische Landessozialgericht in Darmstadt die Rechtswidrigkeit des Vorgehens des Bundeskartellamtes fest.
Ferner hat der Bundesrechnungshof den unwirtschaftlichen Umgang mit Beiträgen der Versicherten gerügt. Auffallend waren der ungewöhnliche Umgang mit ehemaligen Führungskräften sowie hohe Abfindungen, die im Zuge der vielen Fusionen gezahlt wurden.
Zudem sollen Berater für die Vermittlung fusionswilliger Krankenkassen Honorare in Millionenhöhe erhalten haben. Nach Erkenntnissen des Bundesrechnungshofes waren die Beratungen nicht erforderlich, da mögliche Fusionspartner in der Kassenlandschaft bekannt sind. Die Prüfungen ergaben außerdem, dass ein Berater gleichzeitig Chef einer Werbe- und Verlagsgesellschaft war, die für die Krankenkasse das Kundenmagazin gestaltete.
Der Novitas-Verwaltungsrat wies die Vorwürfe als „schlichtweg falsch“ zurück. Allerdings musste die Kasse, die nach Darstellung des Nachrichtenmagazins Der Spiegel inzwischen mehr als 30 Betriebskrankenkassen unter ihrem Dach vereint, in diesem Zusammenhang Zusatzbeiträge von ihren Mitgliedern verlangen, da sie anders Ausgaben für Reha-Programme oder Krebsmedikamente nicht mehr bezahlen könne.
Der Bundesrechnungshof führt unter anderem die Novitas BKK als Beispiel dafür auf, dass Zusammenschlüsse von Krankenkassen zu „keinen deutlichen Synergieeffekten“ führten. Fusionen bänden „erhebliche zeitliche und personelle Ressourcen“ und seien „mit erheblichen, zum Teil dauerhaften zusätzlichen Aufwendungen verbunden“. Dem stünden „nur geringe Einsparungen gegenüber“.
Zweimal richtete die Krankenkasse „zu teure Betriebsfeste“ aus. Trotz einer Warnung durch das Bundesversicherungsamt nach dem ersten gab es im Folgejahr ein weiteres, welches das Bundesversicherungsamt als zu teuer einschätzte. Durch einen Verpflichtungsbescheid vom 13. Juni 2012 „wies das BVA die Novitas BKK an, die verantwortlichen Vorstände ‚in Regress zu nehmen‘.“ Die Klage gegen den Verpflichtungsbescheid durch die Novitas wiesen zunächst das Sozialgericht Detmold und in zweiter Instanz mit einem Urteil vom 29. Januar 2014 das Landessozialgericht Nordrhein-Westfalen ab. Die gegen die Nichtzulassung einer Revision erhobene Beschwerde wurde vom Bundessozialgericht am 19. März 2015 zurückgewiesen.